# История Квинсленда
История Квинсленда охватывает как длительное присутствие аборигенов Австралии, так и более поздние периоды европейской колонизации и становления штата Австралия. До того, как в 1770 году лейтенант Джеймс Кук составил карту и заявил о правах Королевства Великобритании на территории, побережье северо-восточной Австралии было исследовано голландскими и французскими мореплавателями. Квинсленд отделился от колонии Новый Южный Уэльс как самоуправляемая колония Короны в 1859 году. В 1901 году он стал одним из шести штатов-основателей Австралии.

## Доколониальный период
50 000 - 60 000 лет назад коренные жители прибыли в Австралию на лодках или по сухопутному мосту. Наиболее вероятный маршрут - из Юго-Восточной Азии через Торресов пролив. В течение следующих десяти тысяч лет коренные жители прошли большую часть континента.
Около 25 000 лет назад начался ледниковый период с быстрым понижением температуры Земли на восемь градусов. Изменения климата продолжались более 10 000 лет. Сухопутные мосты из Юго-Восточной Азии, и на Тасманию стали негостеприимными. Находить пищу стало труднее, это привело к возникновению технологии измельчения семян.
Около 15 000 лет назад глобальная температура повысилась, и количество осадков вдоль восточного побережья Австралии увеличилось. Внутренняя часть штата Квинсленд снова стала пригодной для жизни. Прибрежные земли уменьшились из-за повышения уровня моря. Народ Калкадун, населяющий внутренние районы центрального залива, вырыл колодцы глубиной 10 м, чтобы сохранить запасы пресной воды.
За 10 000 лет до прибытия европейцев, благоприятный теплый климат позволил создать постоянные деревни в северных тропических лесах, на крайнем западе и вокруг залива Моретон. Вдоль реки Баррон и на островах залива Моретон были построены большие хижины (djimurru), способные вместить от тридцати до сорока человек.
Пиковая численность коренного населения Квинсленда до прихода европейцев точно не определена. Возможно, она составляла от 200 000 до 500 000 человек. Численность могла уменьшаться во время эпидемий, например, оспы. Приблизительные расчеты численности населения можно сделать на основании того, что в Квинсленде проживало 34,2 процента от общего числа племен Австралии, а также на основании того, что в Квинсленде проживало от 35 до 39 процентов коренного населения Австралии. Квинсленд был самым густонаселенным регионом континента, где проживало двести из шести-семи сотен коренных народов, начитывалось не менее девяноста языковых групп.

## Европейское исследование
В 1606 году голландский мореплаватель Виллем Янсзон высадился недалеко от места современного города Вейпа на западном берегу мыса Йорк. Его прибытие стало первой зафиксированной встречей между европейцами и австралийскими аборигенами.
В 1606 году Луис Ваес де Торрес, испанский исследователь, возможно, увидел побережье Квинсленда у оконечности мыса Йорк. В том же году он переплыл Торресов пролив, названный в его честь.
В 1768 году французский исследователь Луи Антуан де Бугенвиль отплыл на запад от островов Новые Гебриды и подошел к побережью Квинсленда на расстояние около ста миль. Он не достиг побережья, потому что не нашел прохода через коралловые рифы, и повернул назад.
Лейтенант Джеймс Кук написал, что 22 августа 1770 года, стоя на острове Владения у западного побережья полуострова Кейп-Йорк, он заявил о принадлежности восточного побережья королю Великобритании Георгу III, назвав восточную часть Австралии "Новым Южным Уэльсом". Кук нанес на карту восточное побережье Австралии на своем корабле "Эндевор", назвав острова Страдброк и Мортон (ныне остров Моретон), горы Гласс-Хаус, Дабл-Айленд-Пойнт, Уайд-Бей, Херви-Бей и Большой Песчаный мыс, ныне называемый островом Фрейзер. Вторая высадка в Австралии произошла в районе Раунд-Хилл-Хед, в 500 км к северу от Брисбена. 11 июня 1770 года "Эндевор" сел на мель на коралловом рифе у мыса Трибуляции, где он задержался почти на семь недель, пока корабль ремонтировали. Это произошло там, где сейчас находится Куктаун, на реке Эндевор, оба места названы в честь этого инцидента. 22 августа "Эндевор" достиг северной оконечности Квинсленда, которую Кук назвал полуостровом Кейп-Йорк в честь герцога Йоркского.
В 1799 году в Норфолке Мэтью Флиндерс провел шесть недель, исследуя побережье Квинсленда вплоть до залива Херви. В 1802 году он снова исследовал побережье. Во время более позднего путешествия в Англию его корабль «Порпоис» и сопровождающее его судно «Като» сели на мель на коралловом рифе у побережья Квинсленда. Флиндерс отправился в Сидней на открытом куттере на расстояние 750 миль, где губернатор послал корабли обратно, чтобы спасти команду с рифа.